# Битка код Солуна (995)
Битка код Солуна (бугарски: Битката при Солун) вођена је 995. године између војске Византијског царства са једне и Првог бугарског царства са друге стране. Битка је део Византијско-бугарских ратова, а завршена је победом Бугара.

## Битка
Након велике победе код Трајанових врата и грађанског рата у Византији, Самуило је био слободан да нападне византијска упоришта широм Балканског полуострва. Након што је осигурао власт над северним Балканом, Самуило је повео кампању ка Солуну, другом по величини граду у Византији. Самуило је мањи одред послао према граду док је главнина његове војске остала позади да пажљиво припреми заседу за византијске војнике. У бици која је уследила живот је изгубио византијски командант града Грегори Таронитас, а његов син Ашот је заробљен. Одведен је у Бугарску одакле је пуштен након што се верио са Самуиловом ћерком Мирославом.